# 山田誠一
山田 誠一（やまだ せいいち、1956年 - ）は、日本の法学者。神戸大学大学院法学研究科教授を経て、同大学名誉教授。

## 経歴
1956年、東京都渋谷区に生まれた。1975年、東京教育大学付属駒場高等学校卒業。1980年、東京大学法学部卒業。法学部助手。1983年、神戸大学法学部助教授。1993年、神戸大学法学部教授。2000年、神戸大学大学院法学研究科教授に就任した。

## 人物
主要研究テーマは団体法・共同所有法。金融取引法である。